# Death the Kid
Death the Kid je lik iz japanske animirane serije Soul Eater. Glas mu u sinkronizaciji na engleski jezik posuđuje Todd Haberkorn.
Njegovi partneri u oružju su Liz i Patty, koja se pretvara u oružje. On i Black Star član je Makina rezonantnog tima.